# Reinhold Stamminger
Reinhold Stamminger (* 10. April 1969 in Ansbach) ist ein ehemaliger deutscher Basketballspieler.

## Laufbahn
Anfang der 1990er Jahre stand der 1,93 Meter messende Flügelspieler im Aufgebot des SSV Ulm in der Basketball-Bundesliga und verbuchte mit den „Spatzen“ im Spieljahr 1993/94 auch Erfahrung im Europapokal.
Er wechselte zur TG Landshut und stieg mit der Mannschaft 1994 von der 2. Basketball-Bundesliga in die erste Liga auf. Während der Saison 1996/97 stand er in Diensten des Zweitligisten Forbo Paderborn.